# Umbral de dolor

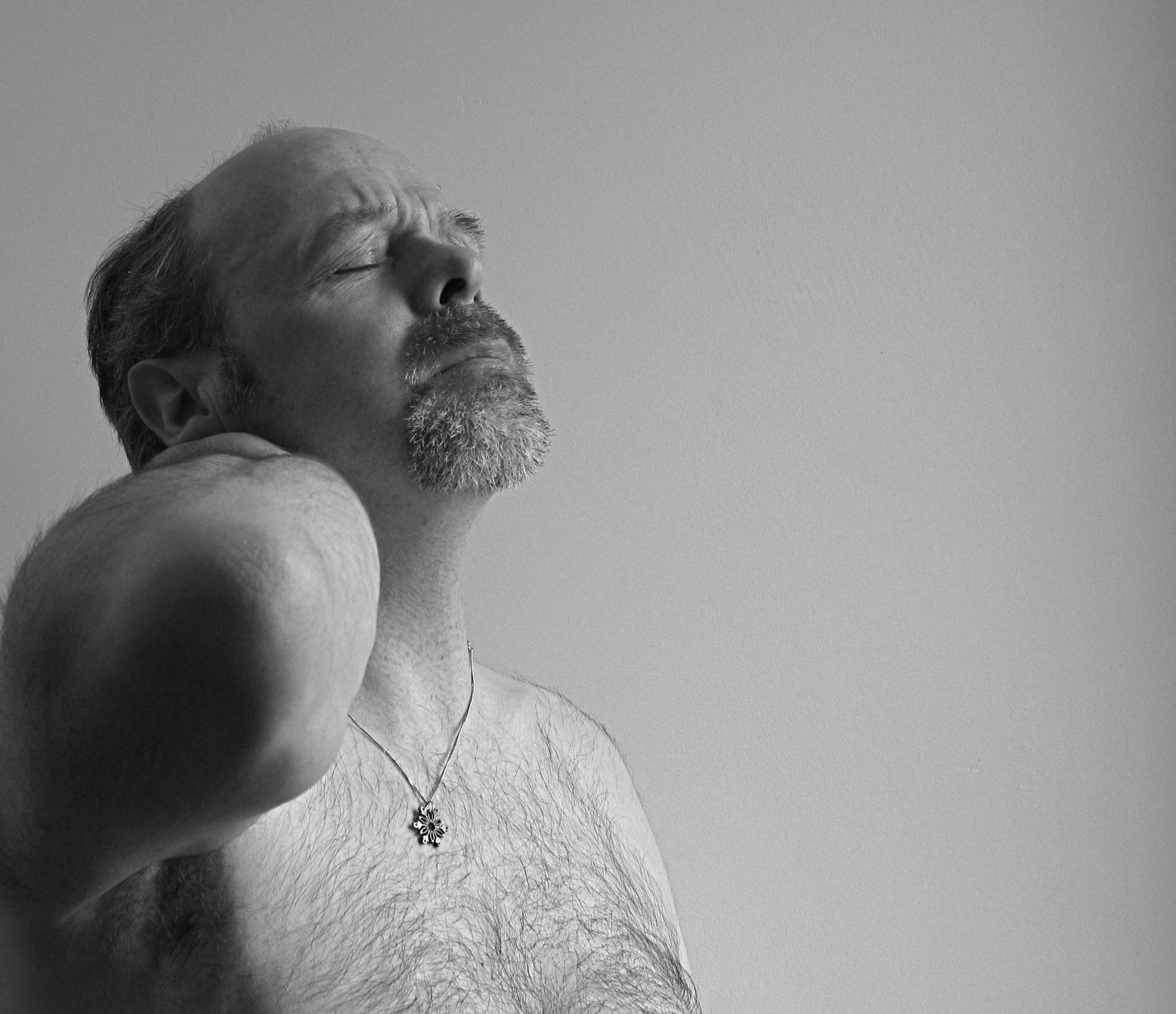
Dolor en el cuello

El umbral del dolor se define como la intensidad mínima de un estímulo que despierta la sensación de dolor. O bien, en psicofísica, como el nivel en el que el 50 % del estímulo es reconocido como doloroso. Para efectos de este tipo de medición, se pueden utilizar como estímulo doloroso la presión mecánica, la estimulación térmica, la electricidad o el láser.
El término umbral del dolor se utiliza para describir la sensibilidad dolorosa en términos generales: «él tiene un alto umbral de dolor».  El significado exacto del término se refiere al momento en que el sujeto diferencia entre las sensaciones no dolorosas de la dolorosa propiamente tal a medida que un estímulo potencialmente doloroso va acrecentando su intensidad. Para medir esta transición el estímulo se va acrecentando en forma escalonada o continua. El resultado puede variar significativamente dependiendo de cada individuo.